# Rothenthal (Greiz)
Rothenthal ist ein Ort des Stadtteils Sachswitz/Dölau/Rothenthal von Greiz im Landkreis Greiz in Thüringen. Er wurde am 1. April 1922 nach Dölau eingemeindet, mit dem er am 1. Oktober 1922 zur Stadt Greiz kam.

## Lage
Rothenthal befindet sich am südlichen Stadtrand, am linken Ufer der Weißen Elster. Die als Elsterknie bezeichnete Flussbiegung begrenzte den Siedlungsraum auf wenige Hektar in der Talaue. Das gegenüberliegende Flussufer nimmt ein mit Felsen durchsetzter bewaldeter Steilhang ein. Die Bundesstraße 92 verbindet den Ortsteil mit der Kernstadt. Für die Elstertalbahn wurde dicht westlich der Ortslage Rothenthal ein Tunnel und zwei Brücken über die Weiße Elster errichtet. Der nächstgelegene Haltepunkt befindet sich im 500 m südlich gelegenen Dölau.

## Geschichte
Am 25. August 1444 wurde das Dorf erstmals urkundlich erwähnt.